# لاتویا ویلیامز
لاتویا ویلیامز (انگلیسی: Latoya Williams؛ زادهٔ ۱۸ ژوئیهٔ ۱۹۸۷) بازیکن بسکتبال اهل ایالات متحده آمریکا است.